# Euonymus potingensis
Euonymus potingensis là một loài thực vật có hoa trong họ Dây gối. Loài này được Chun & F.C.How ex J.S.Ma mô tả khoa học đầu tiên năm 1997.